# (9079) Gesner
(9079) Gesner (1994 PC34) – planetoida z pasa głównego asteroid okrążająca Słońce w ciągu 5,18 lat w średniej odległości 2,99 au. Odkryta 10 sierpnia 1994 roku.